# Halammohydridae
Famille
Halammohydridae est une famille d'hydrozoaires faisant partie des cnidaires.

## Liste des genres
Selon World Register of Marine Species (25 mars 2016), Halammohydridae comprend le genre suivant :
- genre Halammohydra Remane, 1927